# Simmern
Simmern (phát âm tiếng Đức: [ˈzɪmən]) là một thị xã của Đức. Đô thị này nằm bang Rheinland-Pfalz, 630 km so với Berlin và 55 km về phía tây Mainz. Đô thị này có diện tích 11,96 km2.
Simmern is thủ phủ của huyện Rhein-Hunsrück và cũng là thủ phủ của Verbandsgemeinde ("đô thị tập thể") Simmern.